# Villosa perpurpurea
Villosa perpurpurea és una espècie de mol·lusc bivalve pertanyent a la família Unionidae.

## Morfologia
Fa 7,5 cm de llargària total. És un musclo d'aigua dolça amb una gamma de colors que va des del marró fosc fins al negre amb fines ratlles verdes. El nacre és de color porpra però pot esvair ràpidament al blanc en els espècimens morts.

## Reproducció
Se n'han observat femelles gràvides al gener i el febrer.

## Depredadors
Els seus depredadors naturals són la rata mesquera (Ondatra zibethicus), la llúdria, l'os rentador, el visó americà, aus aquàtiques, tortugues i el peix Aplodinotus grunniens, el qual s'alimenta quasi exclusivament de musclos d'aigua dolça.

## Hàbitat
Viu als rius, rierols i aigualmolls de corrent moderat a fort i amb fons de sorra gruixuda o grava amb algun llot.

## Distribució geogràfica
És un endemisme dels Estats Units: la seua distribució històrica es limitava a la conca alta del riu Tennessee per damunt de la confluència amb el riu Clinch (nord-est de Tennessee i sud-oest de Virgínia).

## Estat de conservació
Gran part del seu antic hàbitat s'ha vist inundat per embassaments o s'ha tornat inhabitable a causa de la contaminació provocada per les activitats mineres, industrials i agràries. A més, la introducció d'espècies exòtiques (com ara, Corbicula flumminea, el musclo zebrat -Dreissena polymorpha-, Mylopharyngodon piceus i el neogobi melanòstom (Neogobius melanostomus) en el seu ecosistema també és un problema seriós. Aquesta espècie es manté només en uns pocs indrets però hom considera que tan sols 1 o 2 són realment viables per a la seua supervivència.